# Оринокский крокодил
Оринокский крокодил (Crocodylus intermedius) — пресмыкающееся семейства настоящих крокодилов, обитает в бассейне реки Ориноко на севере Южной Америки.

## Внешний вид
Это один из самых крупных видов крокодилов и самое крупное животное Южной Америки: длина взрослых самцов может достигать, по крайней мере, 5,2 м, а иногда даже больше. Имелись также сообщения о более чем семиметровых экземплярах, но они малодостоверны. В настоящее время особи размером более 5 м встречаются крайне редко. Самки значительно меньше самцов и редко превышают 3,6 м в длину.
Окраска оринокского крокодила может варьировать от светло-зелёной или сероватой с чёрными пятнами до равномерной тёмно-зелёной. Морда относительно длинная и узкая, хотя и не в такой степени, как у гавиала. Походит на морду африканского узкорылого крокодила. Количество зубов — 68.

## Образ жизни
Взрослые особи питаются в основном крупной рыбой и рептилиями (к примеру, кайманами и анакондами), а также млекопитающими, такими как капибары, и в меньшей степени птицами и крупными позвоночными. Несмотря на относительно узкую морду, крупные особи способны справляться с лошадьми и крупным рогатым скотом. Имеются сообщения о нападении оринокского крокодила на человека, но такие случаи крайне редки в силу низкой численности и удалённости мест обитания этих животных. В засушливый период года уровень воды в реках значительно снижается, что приводит к сокращению районов, пригодных для обитания. Крокодилы обычно проводят это время в норах, которые роют по берегам рек.
Самка откладывает от 15 до 70 яиц на берегу реки в январе—феврале, с началом сухого сезона, обычно через 14 недель после спаривания. Спустя 70 дней в ночное время суток из яиц вылупляются крокодильчики. Они зовут свою мать, которая находит их и относит в воду. Она охраняет своё потомство в течение первого года жизни, иногда до трёх лет. Молодые крокодильчики часто становятся предметом охоты хищников, таких как тегу, анаконды, ягуары, пумы и кайманы, хотя эти хищники иногда бывают атакованы и убиты защищающей молодняк самкой.

## Популяция
Оринокский крокодил живёт в реках и озёрах Колумбии и Венесуэлы, в районах среднего и нижнего течения реки Ориноко. Отдельные особи были обнаружены на островах к северу от Венесуэлы, что даёт основания предполагать, что они в некоторой степени терпимы к солёной воде.
Оринокский крокодил — один из самых редких крокодилов. Он долгое время подвергался истреблению добытчиками крокодиловой кожи, что привело к резкому падению его численности. С 1970-х годов охота на него запрещена, однако численность вида остаётся угрожающе низкой. В дикой природе насчитывается от 250 до 1500 особей, что недостаточно для поддержания популяции. Меры, предпринятые для охраны вида, пока остаются малоэффективными. В изолированных районах гнёзда крокодилов часто разоряются, на него ведётся бесконтрольная охота ради мяса и кожи. Контроль усложняется тем, что кожу этого вида сложно отличить от кожи острорылого крокодила.